# Síndrome de Silver-Russell
A síndrome de Silver-Russell (SSR), também chamada de nanismo de Silver-Russell, ou ainda Síndrome de Russell-Silver, é um distúrbio de crescimento congênito raro. Nos Estados Unidos, é geralmente referida como Russell-Silver syndrome (RSS). É um dos 200 tipos de nanismo e um dos cinco tipos de nanismo primordial.
A síndrome de Silver-Russell ocorre em aproximadamente um em cada 50.000 a 100.000 nascimentos. Homens e mulheres parecem ser afetados com a mesma frequência.

## Epônimo
A síndrome recebe o nome de seus dois descobridores, Henry Silver e Alexander Russell,
A Síndrome de Silver-Russell [...] até então não nomeada ou conhecida, teve seus primeiros relatos feitos por Henry Silver em 1953. Este descreveu dois pacientes, um menino e uma menina, com retardo no crescimento intrauterino [...] e após o nascimento, níveis altos de gonadotrofinas urinárias, assimetria corporal, baixa estatura e desenvolvimento psicomotor normal. Depois revisou outros 29 casos semelhantes nos quais percebeu a grande variedade de sintomas dessa síndrome.[...] Outra síndrome foi descrita por Russell em 1954, quando publicou o relato de cinco casos clínicos de crianças com retardo do crescimento pré e pós-natal, com membros desproporcionalmente curtos, clinodactilia do quinto dedo e características faciais iguais, como: face triangular, lábios finos com cantos da boca voltados para baixo, mandíbula pequena e fronte proeminente. O problema foi que apenas dois dos cinco pacientes tinham assimetria corporal, característica relatada por Silver. A mínima diferença em ambos os relatos fez com que autores que posteriormente os estudaram, achassem que se tratava de duas síndromes diferentes. Até que em 1961, esquecendo as pequenas diferenças nas descrições e juntando todas as características que tinham em comum, a síndrome misteriosa ganhou o nome de Síndrome de Silver-Russell. Até 2013, 400 casos tinham sido descritos.

## Sinais e Sintomas
Embora a confirmação de um marcador genético específico esteja em um número significativo de indivíduos, não existem testes para determinar claramente se um indivíduo é ou não portador. Como uma síndrome, um diagnóstico geralmente é dado para crianças após a confirmação da presença de vários sintomas listados abaixo, os principais deles contidos na tabela de Netchine-Harbison, referência para o diagnóstico clínico.
Os sintomas são restrição de crescimento intrauterino (RCIU) combinada com alguns dos seguintes:
- Frequentemente pequeno para a idade gestacional (PIG) ao nascer (peso ao nascer menor que 2,8 kg)
- Problemas de alimentação: o bebê não tem interesse em se alimentar e toma apenas pequenas quantidades com dificuldade
- Hipoglicemia
- Transpiração excessiva na infância, especialmente à noite, e pele acinzentada ou palidez (pode ser um sintoma de hipoglicemia).
- Face triangular com maxilar pequeno e queixo pontudo que tende a diminuir ligeiramente com a idade. A boca tende a se curvar para baixo
- Um tom azulado no branco dos olhos em crianças mais novas
- A circunferência da cabeça pode ser de tamanho normal, mas desproporcional a um pequeno tamanho corporal
- Fontanela larga e de fechamento tardio
- Clinodactilia
- Assimetria corporal: um lado do corpo cresce mais lentamente que o outro
- Baixo crescimento contínuo sem "recuperação" nas linhas percentuais normais no gráfico de crescimento
- Puberdade precoce (ocasionalmente)
- Baixo tônus muscular
- Voz estridente
- Doença do refluxo gastroesofágico
- Uma notável falta de gordura subcutânea
- Constipação (às vezes grave)

## Causas
A causa exata da síndrome é desconhecida, mas as pesquisas atuais apontam para um componente genético e epigenético, possivelmente seguindo genes maternos nos cromossomos 7 e 11.
Estima-se que aproximadamente 50% dos pacientes Silver-Russell têm hipometilação de H19 e IGF2. Acredita-se que isso leve à baixa expressão de IGF2 e à superexpressão do gene H19.
Em 10% dos casos, a síndrome está associada à dissomia uniparental materna (UPD) no cromossomo 7. Este é um erro de imprinting em que a pessoa recebe duas cópias do cromossomo 7 da mãe (herdados da mãe) em vez de uma de cada (mãe e pai). Outras causas genéticas, como duplicações, deleções e alterações cromossômicas, também foram associadas à síndrome de Silver-Russell.
Curiosamente, os pacientes Silver-Russell têm níveis variáveis de hipometilação em diferentes tecidos corporais, sugerindo um padrão em mosaico e um problema de modificação epigenética pós-zigótica. Isso poderia explicar a assimetria corporal como fenótipo da síndrome.  Como outros distúrbios de imprinting (por exemplo, síndrome de Prader-Willi, síndrome de Angelman e síndrome de Beckwith-Wiedemann), a síndrome de Silver-Russell pode estar associada ao uso de tecnologias de reprodução assistida, como fertilização in vitro.

## Diagnóstico
Por muitos anos, o diagnóstico da Síndrome de Silver-Russell foi estritamente clínico. No entanto, isso levou a sobreposições com síndromes com características clínicas semelhantes, como a síndrome de Temple e a síndrome de microdeleção 12q14. Em 2017, um consenso internacional foi publicado - detalhando as etapas que os médicos devem realizar para diagnosticar a Síndrome de Silver-Russell. Agora é recomendado testar a perda de metilação de 11p15 e mUPD7 primeiro. Se forem negativos, o teste para mUPD16, mUPD20 deve ser realizado. O teste para 14q32 também deve ser considerado, para descartar a síndrome de Temple como diagnóstico diferencial. Se esses testes não forem conclusivos, um diagnóstico clínico deve ser feito. Recomenda-se que o sistema de pontuação clínica Netchine-Harbison (NH-CSS) seja usado para agrupar as características clínicas em uma sistema baseado em pontos.

## Tratamento
A ingestão calórica por crianças com SSR deve ser controlada cuidadosamente para fornecer a melhor oportunidade de crescimento. Se a criança for incapaz de realizar a alimentação oral, então a alimentação enteral pode ser usada, como a gastrostomia endoscópica percutânea.
Em crianças com diferenças no comprimento dos membros ou escoliose, a fisioterapia pode aliviar os problemas causados por esses sintomas. Em casos mais graves, a cirurgia para alongar os membros pode ser necessária. Para evitar dificuldades posturais agravantes, crianças com diferenças no comprimento das pernas podem exigir um aumento no calçado.
A terapia com hormônio do crescimento é frequentemente prescrita como parte do tratamento da SSR. Os hormônios são administrados por injeção, normalmente diariamente, desde a idade de 2 anos até a adolescência. Pode ser eficaz mesmo quando o paciente não tem deficiência de hormônio do crescimento. Foi demonstrado que a terapia com hormônio do crescimento aumenta a taxa de crescimento em pacientes e, consequentemente, estimula o crescimento acelerado. Isso pode permitir que a criança inicie sua educação em uma altura normal, melhorando sua autoestima e interação com outras crianças. O efeito da terapia com hormônio do crescimento na altura madura e final ainda é incerto. Existem algumas teorias que sugerem que a terapia também auxilia no desenvolvimento muscular e no controle da hipoglicemia.